# Dom Nicolas Tabouillot
Ne doit pas être confondu avec Nicolas Tabouillot.
Dom Nicolas Tabouillot (né le 24 janvier 1734 à Marville et mort le 23 mai 1799 à Metz) est un historien français.
Il est connu pour avoir écrit l'histoire de Metz et des Trois-Évêchés avec Dom Jean François.

Voir Gilles Banderier (éd.), « Lettres inédites de dom Nicolas Tabouillot, historien de Metz », Renaissance du Vieux Metz et des Pays lorrains, n° 204-205, novembre 2022, p. 39-45.